# Моніч Карпо Арсентійович
Моніч Карпо Арсентійович (25 жовтня 1925 року, Половлі, Володимирецький район, Рівненська область) — Володимирецький селищний голова (?, нема джерел).

## Життєпис
Під час Другої світової війни воював на боці СРСР. З березня 1943 по липень 1944 року — боєць загону ім. Чапаєва, розвідник. Його ім'я згадується у повісті І. П. Новікова «По ту сторону фронта».
Після закінчення Другої світової війни Карпо Моніч близько року перебував у Мізоцькому районі на Рівненщині. Після чого, повернувшись у рідний район працював райінспектором статуправління. У 1949 році обраний головою Степангородського колгоспу, а вже наступного року — першим секретарем Володимирецького райкому комсомолу.
Після навчання у 1951-54 роках у Львівській партійній школі завідував парткабінетом, а з 1963 року — завідувач відділу пропаганди і агітації райкому Компартії. Очолював Володимирецьку селищну раду. У 1965 році обраний заступником голови Володимирецького райвиконкому.

## Громадська діяльність
Активіст руху радянських ветеранів. До 22 грудня 2005 року очолював Володимирецьку районну раду ветеранів війни та праці. Почесний голова Володимирецької районної ветеранської організації ветеранів війни, праці, дітей війни, Збройних Сил України та правоохоронних органів.

## Державні нагороди
- Почесна відзнака Президента України (6 жовтня 1994) — за особисті заслуги в розвитку ветеранського руху, активну громадську діяльність та з нагоди 50-річчя визволення України від фашистських загарбників[1]
- Орден Богдана Хмельницького ІІІ ст. (1999)
- Орден «За мужність» ІІІ ст.
- Орден «Знак Пошани» (1971)
- Орден Вітчизняної війни ІІ ст. (6 квітня 1985)[2]
- Медаль «За відвагу»
- Нагороджений 16 медалями